# Thyratron

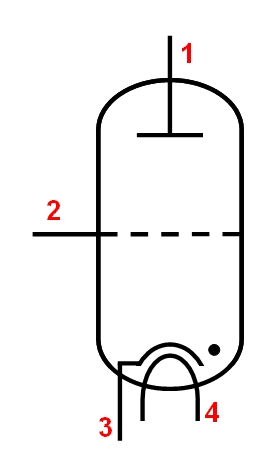
Simbolo di un thyratron in configurazione triodo: 1.Anodo 2.Griglia 3.Catodo 4.Filamenti

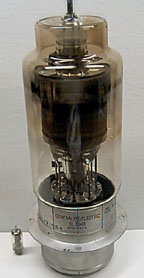
Un enorme thyratron GE a idrogeno usato in radar impulsivi ed uno piccolo, modello 2D21, usato per il controllo di relè.

Il thyratron o tiratron è un tubo riempito di gas utilizzato come interruttore per elevate potenze elettriche. Si tratta essenzialmente di un raddrizzatore controllato a gas.
La configurazione prevalentemente usata è quella a triodo, anche se sono stati costruiti thyratron derivati dal tetrodo e dal pentodo. Il gas utilizzato nel tubo può essere vapore di mercurio, xeno, neon e in applicazioni dove si abbia alta tensione o sia necessario un basso tempo di commutazione, anche idrogeno. A differenza del tubo a vuoto il thyratron non può essere utilizzato come amplificatore lineare.
Il thyratron si è evoluto negli anni venti a partire dai tubi a vuoto come il UV-200, contenente una piccola quantità di argon per incrementare la sensibilità come rivelatore radio, ed il tubo-relè tedesco LRS, anch'esso contenente gas argon. Anche i dispositivi raddrizzatori a gas precedenti i tubi a vuoti, come i tubi ad argon e il raddrizzatore al mercurio hanno influito sull'ideazione del thyratron.
I primi studi che hanno portato all'ideazione del thyratron si devono a Irving Langmuir e G. S. Meikle della General Electric nel 1914, ma il primo modello commerciale fu disponibile solamente nel 1928.
In un tipico thyratron a catodo caldo è presente un filamento riscaldato con funzione di catodo completamente circondato da una schermatura aperta da un lato attraverso una griglia di controllo, affacciata ad una placca anodica.
Applicando un potenziale positivo all'anodo, se la griglia di controllo è allo stesso potenziale del catodo non si ha passaggio di corrente elettrica. Se la griglia è portata ad un potenziale leggermente positivo, il gas compreso tra anodo e catodo si ionizza e conduce corrente. Una volta che il flusso di corrente è innescato si mantiene fino a quando è presente una sufficiente differenza di potenziale tra anodo e catodo. Riducendo la tensione anodica sotto una soglia il dispositivo si disinnesca.
La funzione dello schermo è di impedire che gli ioni possano passare per altre vie se non attraverso la griglia. Il gas contenuto nel tubo ha una pressione pari ad una frazione di atmosfera, solitamente 1,5-3 Kilopascal.
Esistono versioni di thyratron a catodo freddo, ma il catodo caldo offre il vantaggio di una più facile ionizzazione e quindi una maggiore sensibilità dell'elettrodo di controllo.
In passato venivano fabbricati piccoli thyratron per il controllo di relè elettromeccanici e per applicazioni industriali come la regolazione di motori e saldatrici ad arco. Grandi thyratron, in grado di gestire correnti di centinaia di migliaia di ampere e centinaia di migliaia di volt sono ancora costruiti.
I campi di applicazione attuali riguardano i sistemi radar a impulsi, i laser ad alta energia, dispositivi per radioterapia, bobine di Tesla e simili. I thyratron sono anche impiegati in impianti trasmittenti televisivi in UHF, per proteggere i tubi finali da cortocircuiti interni, cortocircuitando l'alimentazione ad alta tensione per il tempo necessario all'intervento dell'interruttore automatico e allo scaricamento delle componenti induttive. Il sistema è chiamato circuito crowbar.
Il thyratron è stato sostituito in molte applicazioni a bassa e media potenza dal suo equivalente a stato solido, il tiristore o Silicon Controlled Rectifier e dai triac. Dove si debbano commutare tensioni oltre i 20KV con tempi di intervento molto brevi si rientra nel campo di lavoro del thyratron. Variazioni del thyratron sono il krytron, lo sprytron, l'ignitron e il raddrizzatore a scintilla controllata, ancora in uso oggigiorno.